# 不倫瑞克市政廳
不倫瑞克市政廳（德語：Braunschweiger Rathaus）是位於德國城市不倫瑞克的一座建築，也是不倫瑞克的市政廳，修建於1894年至1900年。不倫瑞克市政廳是一座新哥特式建築。

## 外部連結
- Das Rathaus（页面存档备份，存于） auf braunschweig.de
- 360°-Panorama vor dem Rathaus（页面存档备份，存于）